# جاك كليف
جاك كليف (بالإنجليزية: Jack Cliff)‏ هو لاعب كرة قدم أسترالية أسترالي، ولد في 23 مايو 1919.

## وصلات خارجية
- جاك كليف على موقع AustralianFootball.com (الإنجليزية)
- جاك كليف على موقع AFLtables.com (الإنجليزية)